# Fritz Pregl
Fritz Pregl (3. září 1869 Lublaň (tehdy Laibach) – 13. prosince 1930 Štýrský Hradec) byl rakouský chemik slovinského původu. Roku 1923 získal Nobelovu cenu za chemii za svůj objev metody mikroanalýzy organických látek. Je po něm pojmenovaná cena Fritze Pregla.